# روبن زاخاریان
روبن آقاسو زاخاریان (ارمنی: Ռուբեն Աղասու Զաքարյան؛ روسی: Рубе́н Ага́сиевич Захарья́н؛ ۱۴ ژوئیه ۱۹۰۱ – ۲۵ مه ۱۹۹۲) یک نقاش اهل ارمنستان-روسیه بود که در لنینگراد فعالیت و زندگی می‌کرد. وی عضو اتحادیه هنرمندان لنینگراد بود.

## زندگی‌نامه
وی در ۱۴ ژوئیهٔ ۱۹۰۱ در تفلیس  در به دنیا آمد و از فارغ‌التحصیل گشت. وی همچنین برنده جوایزی همچون مدال دفاع از لنینگراد شد. وی در ۲۵ مهٔ ۱۹۹۲ در سن ۹۰ سالگی در سن پترزبورگ درگذشت.